# Suella Braverman

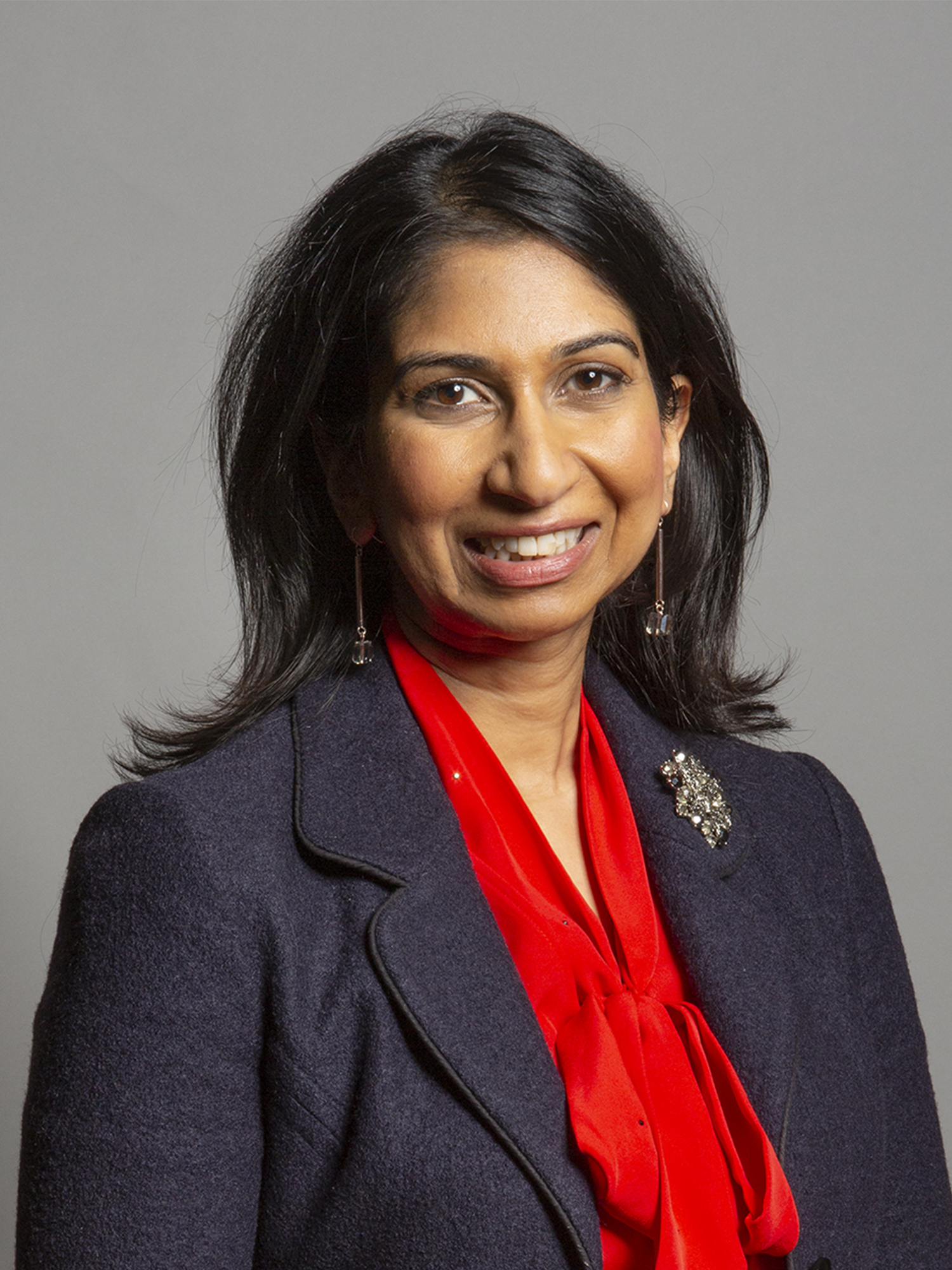
Suella Braverman (2019)

Sue-Ellen Cassiana „Suella“ Braverman KC [suˈɛlə ˈbrɑːvəmən] (geb. Fernandes; * 3. April 1980 in London, England) ist eine britische Politikerin der Conservative Party („Tories“). Vom 6. September bis zum 19. Oktober 2022 war sie britische Innenministerin im Kabinett von Liz Truss, vom 25. Oktober 2022 bis zum 13. November 2023 hatte sie denselben Posten im Kabinett von Rishi Sunak inne. Zuvor amtierte sie im Kabinett Johnson zwischen 2020 und 2022 als Attorney General for England and Wales und Advocate General for Northern Ireland. Braverman gilt als wichtige Figur des rechten Flügels der Tories.

## Leben

### Kindheit, Studium und Werdegang als Juristin
Sue-Ellen Cassiana Fernandes ist die Tochter von Christie und Uma Fernandes, die beide in den 1960er-Jahren unabhängig voneinander nach Großbritannien eingewandert waren. Ihr Vater lebte davor in Kenia und kommt aus dem indischen Goa, ihre Mutter stammt aus einer tamilischen Familie auf Mauritius. Ein Onkel, Mahen Kundasamy, war von 2005 bis 2015 Hochkommissar von Mauritius im Vereinigten Königreich. Ihr Vater arbeitete bei einer Wohnungsbaugesellschaft, ihre Mutter als Krankenschwester. Nebenher engagierte sich ihre Mutter auch in der Conservative Party und als Stadträtin und kandidierte in den frühen 2000ern zweimal erfolglos für das House of Commons. Fernandes selbst wurde im Londoner Stadtteil Harrow geboren und wuchs im Stadtteil Wembley auf. Dank eines Stipendiums konnte sie eine lokale Privatschule besuchen, die Heathfield School im Stadtteil Pinner.
Anschließend studierte Fernandes Jura am Queens’ College der University of Cambridge. Dort war sie auch Vorsitzende der Cambridge University Conservative Association, einer konservativen Hochschulgruppe. Über das Erasmus-Programm studierte sie anschließend europäisches und französisches Recht an der Université Paris 1 Panthéon-Sorbonne und schloss dort ihr Studium mit einem Master ab. Nach dem Abschluss ihres Studiums ging sie zurück nach England und begann dort ihre Laufbahn als Juristin. Ihre Spezialgebiete lagen im Planungsrecht und in Fragen von Handelsstreitigkeiten, Immigration und des richterlichen Prüfungsrechts. 2005 wurde sie Barrister am Middle Temple, später wechselte sie in die Kanzlei No5 Chambers.

### Politischer Werdegang

#### Anfänge und erste Jahre als Parlamentarierin
Parallel zu ihrer juristischen Laufbahn betätigte sich Fernandes immer aktiver in der Conservative Party, den Tories. Schon 2003 war sie im Gespräch für die konservative Nominierung bei einer Nachwahl im Wahlkreis Brent East, zog sich aber zugunsten ihrer Mutter zurück. Bei der Unterhauswahl 2005 kandidierte sie für die Tories im Wahlkreis Leicester East, unterlag aber Keith Vaz von der Labour Party, die den Wahlkreis seit 1987 gewonnen hatte. Vor der Unterhauswahl 2010 versuchte sie erfolglos, sich im Wahlkreis Bexhill and Battle aufstellen zu lassen. 2012 kandidierte sie für die London Assembly, auf Platz 4 der konservativen Wahlliste. Knapp verpasste sie den Einzug in die Versammlung, stellten die Tories doch am Ende drei Abgeordnete. Vor der Unterhauswahl 2015 unternahm Fernandes einen erneuten Versuch, sich eine Wahlkreisnominierung zu sichern. Diesmal hatte sie Erfolg und wurde von den lokalen Tories im konservativ geprägten Wahlkreis Fareham rund um die namensgebende Stadt nominiert. Mit über 56 % der Stimmen konnte sie am Wahltag den Wahlkreis für sich entscheiden und zog so zum ersten Mal ins House of Commons ein. 2017 und 2019 konnte sie ihren Wahlkreis mit jeweils über 63 % der Stimmen verteidigen.
In den ersten Jahren als Parlamentarierin gehörte Braverman einigen unterschiedlichen Parlamentsausschüssen an, unter anderem zum Thema Bildung und finanzielle Allgemeinbildung. Vor dem EU-Mitgliedschaftsreferendum im Vereinigten Königreich 2016 bewarb sie einen EU-Austritt des Vereinigten Königreichs. Braverman profilierte sich im Laufe der Zeit als Vertreterin des rechten Flügels der Conservative Party. So wandte sie sich als Parlamentarierin unter anderem gegen die Einführung der gleichgeschlechtlichen Ehe und die Legalisierung der Sterbehilfe. Nach dem aus ihrer Sicht erfolgreichen Referendum wurde sie für einige Monate Vorsitzende der European Research Group (ERG), einer euroskeptischen Gruppe konservativer Parlamentarier. Zudem forderte sie, dass nach einer Umsetzung des Brexits EU-Bürger keine Sonderrechte haben dürften. Den Vorsitz der ERG gab sie Anfang 2018 an Jacob Rees-Mogg ab, als sie erstmals in ein Regierungsamt berufen wurde.

#### 2018–2022: Erste Regierungsämter und Attorney General
Im Januar 2018 bildete die damalige konservative Premierministerin Theresa May ihr Kabinett um und ernannte dabei Fernandes zur Parliamentary Under-Secretary of State im Department for Exiting the European Union. Bereits im November 2018 trat Braverman aus Protest gegen Mays Brexit-Vorschlag von ihrem Posten zurück, neben anderen Regierungsmitgliedern wie dem damaligen Brexit-Minister Dominic Raab.

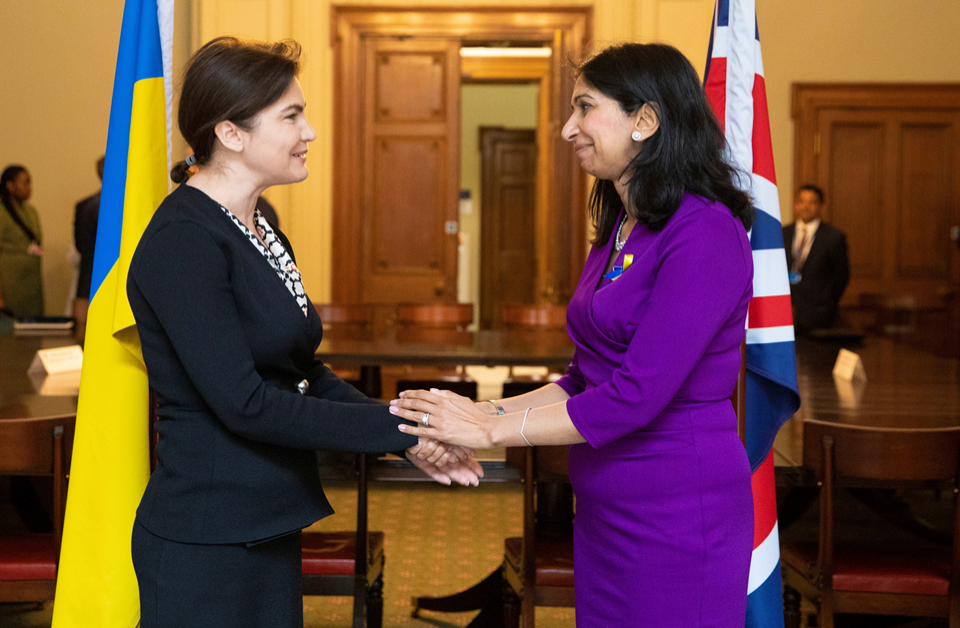
Braverman als Attorney General (rechts) bei einem Besuch der damaligen ukrainischen Generalstaatsanwältin Iryna Wenediktowa im Mai 2022

Im Januar 2020 wurde Braverman vom neuen Premierminister Boris Johnson im Rahmen einer Umbildung seines Kabinetts als Nachfolgerin von Geoffrey Cox Attorney General for England and Wales, unterbrochen von einem halbjährigen Mutterschaftsurlaub 2021, in dem sie von Michael Ellis vertreten wurde. Ex officio war sie damit auch Advocate General for Northern Ireland, gleichzeitig wurde sie auch Mitglied des Privy Council und zur Kronanwältin ernannt. Insbesondere in ihren ersten Monaten als Attorney General wurde ihr vorgeworfen, zu unerfahren zu sein, um das Amt ausüben zu können. Auch im weiteren Verlaufe ihrer Amtszeit wurde sie regelmäßig kritisiert; Äußerungen Bravermans zu den Demonstranten, die im Juni 2020 ein Denkmal von Edward Colston in Bristol gestürzt hatten, zum Nordirland-Protokoll und zu den Plänen von Johnsons Innenministerin Priti Patel, Migranten aus Großbritannien nach Ruanda abzuschieben, wurden in der Öffentlichkeit als Einmischungen in andere Zugehörigkeitsbereiche wahrgenommen. Unter anderen machte sie sich für einen Austritt des Vereinigten Königreichs aus der Europäischen Menschenrechtskonvention und den Bruch des Nordirland-Protokolls stark. Weitere Äußerungen Bravermans – unter anderem unterstützende Kommentare zu Joanne K. Rowlings Aussagen über Transsexualität – wurden als Unterstützung des sogenannten konservativen culture wars interpretiert.
Auch während der Regierungskrise im Sommer 2022, nach mehreren Skandalen Johnsons wie dem „Partygate“-Eklat und der Pincher-Affäre, blieb sie trotz zahlreicher Rücktritte anderer Regierungsmitglieder im Amt, forderte aber Johnson am 6. Juli 2022 öffentlich zum Rücktritt auf. Gleichzeitig kündigte sie als Erste ihre Bewerbung für seine Nachfolge an. Am 7. Juli 2022 musste Johnson schließlich seinen Rückzug bekanntgeben.

#### 2022: Kandidatur für Premierministeramt und Innenministerin

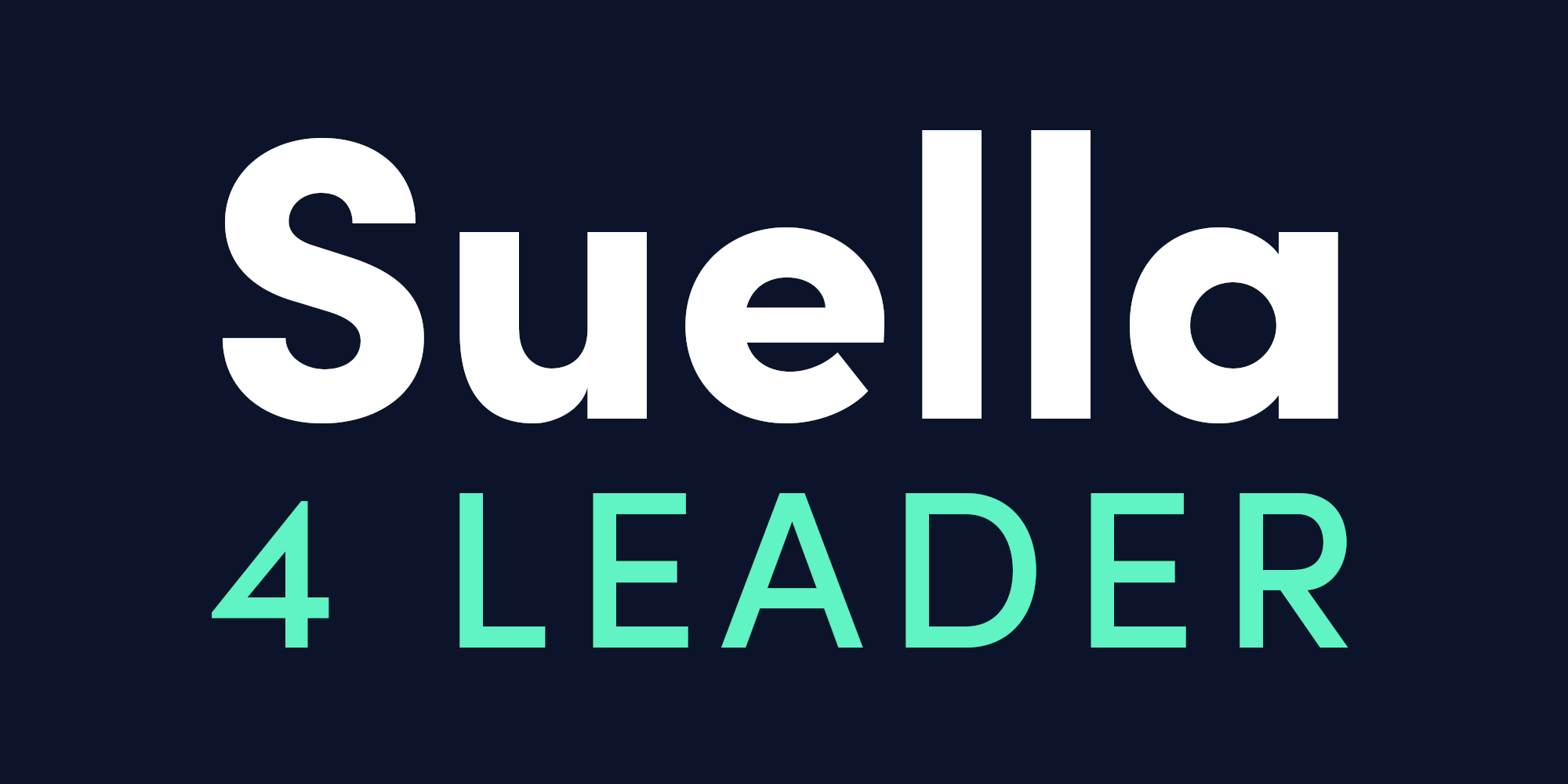
Logo von Bravermans PM-Kampagne im Sommer 2022

Vor der fraktionsinternen Abstimmung zu Johnsons Nachfolge fand Braverman die zwanzig nötigen Unterstützer, insbesondere im rechten Flügel der Partei, besonders von Brexit-Befürwortern und von Parlamentariern, die Bravermans Einstellung im sogenannten culture war unterstützt hatten. Ihre Kampagne wurde von dem Hinterbänkler Steve Baker geleitet. Mit 32 Stimmen in der ersten Abstimmungsrunde qualifizierte sie sich für die zweite Runde; in dieser bekam sie unter den verbliebenen sechs Kandidaten die wenigsten Stimmen (27 Stimmen) und schied aus. Anschließend verkündete sie ihre Unterstützung für Liz Truss, die damalige Außenministerin.
Truss konnte den Wettbewerb Anfang September 2022 tatsächlich für sich entscheiden und folgte Johnson am 6. September 2022 als Premierministerin nach. Truss ernannte am selben Tag ihr Kabinett und Braverman zur Innenministerin. Braverman galt zu diesem Zeitpunkt als eine der führenden Politikerinnen des rechten Flügels der Tories.
Truss erlebte in den nächsten Wochen eine turbulente Zeit. Eine kontroverse Wirtschafts- und Steuerreform endete in einem Debakel, weshalb Truss Kwasi Kwarteng als Wirtschaftsminister entließ. Kwartengs Nachfolger Jeremy Hunt änderte die Wirtschaftspolitik in einer Art 180-Grad-Drehung. Braverman versuchte derweil als Innenministerin, die Ruanda-Abschiebepläne ihrer Vorgängerin Priti Patel fortzuführen bzw. praktisch umzusetzen. Die illegale Migration über den Ärmelkanal wolle sie weiter eindämmen. Gleichzeitig sprach sie sich aus Angst vor weiterer Zuwanderung gegen ein mögliches Handelsabkommen mit Indien aus und gab bekannt, die Anzahl der Visa für ausländische Studenten begrenzen zu wollen. Öffentlich kritisierte sie zudem eine von ihr postulierte „woke“ „Koalition des Chaos“ aus Oppositionsparteien, liberalen Medien und Aktivisten von Gruppierungen wie Just Stop Oil. Sie befürwortete dabei besonders ein hartes Vorgehen gegen die Klimaproteste in Großbritannien, wie sie unter anderem von der Kampagne Just Stop Oil ausgegangen waren. Zudem tat sie sich als Kritikerin der wirtschaftlichen Gradwende in Truss’ Regierungspolitik hervor.
Am 19. Oktober 2022 trat Braverman als Innenministerin zurück, offenbar auf Druck von Premierministerin Truss. Als offizielle Begründung wurde angegeben, sie habe ein offizielles Regierungsdokument über einen persönlichen E-Mail-Account an ein Parlamentsmitglied versendet. Dies habe gegen den Ministerial Code verstoßen. Bei ihrem Rücktritt kritisierte Braverman zudem den Kurs der Regierung Truss, der sie den Bruch von Wahlversprechen vorwarf, insbesondere im Hinblick auf die Begrenzung der Einwanderung. Mit einer Amtszeit von nur 43 Tagen war sie die am kürzesten amtierende Innenministerin der britischen Geschichte. Der angegebene Grund für Bravermans Rücktritt wurde von Beobachtern und von Parteifreunden eher als Vorwand gesehen. Ihr Nachfolger wurde Grant Shapps, ein innerparteilicher Kritiker von Truss, der relativ liberale Positionen vertritt. Vor diesem Hintergrund wurde Bravermans Entlassung auch als Truss’ Versuch gewertet, innerparteiliche Kritiker stärker in ihre Regierung mit einzubeziehen und so ihre angegriffene Stellung als Premierministerin zu stärken. Die innerparteiliche Kritik konnte Truss nicht mehr abfangen. Noch am selben Abend nahm die Kritik zu, als es bei einer Abstimmung im House of Commons zu einem Gesetzesvorschlag der Opposition zu unklaren Handlungsvorgaben der Regierung und dadurch zu tumultartigen Szenen kam. Truss kündigte einen Tag nach Bravermans Entlassung ihren Rücktritt an.
Für die daraufhin erneut erfolgende Wahl eines neuen Tory-Vorsitzenden (der de facto automatisch Premierminister wird) galt Braverman zunächst als mögliche Kandidatin.
Braverman entschloss sich aber, nicht zu kandidieren und die Bewerbung von Rishi Sunak zu unterstützen, der im Sommer noch an Truss gescheitert war. Ihre Entscheidung als wichtige Politikerin des rechten Flügels wurde als schwerer Schlag für Boris Johnson aufgenommen, der damals noch als möglicher Kandidat gehandelt wurde. Johnson lehnte wenige Stunden später eine eigene Bewerbung ab.
Anschließend zog Penny Mordaunt ihre bereits erklärte Kandidatur zurück; Sunak wurde so einziger Kandidat und Truss’ Nachfolger. Am Tag seiner Ernennung (25. Oktober 2022) ernannte Sunak Braverman zur Innenministerin. Nur sechs Tage nach ihrem Rücktritt kehrte sie damit auf ihren ehemaligen Posten zurück. Vor dem Remembrance Day 2023 kritisierte sie in einem nicht in der Regierung abgestimmten Zeitungsartikel die Polizei für ihr im Vergleich zu rechtsorientierten Demonstrationen zu nachgiebiges Vorgehen bei propalästinensischen Protesten. Nachdem es am 11. November 2023 zu Ausschreitungen und Festnahmen von vorwiegend rechten Gegendemonstranten kam, wurde sie zwei Tage später von Rishi Sunak entlassen.
Bei den Wahlen zum britischen Unterhaus im Juli 2024 gelang es ihr trotz der großen Verluste ihrer Partei ihren Sitz zu behaupten. Daraufhin galt sie als Favouritin auf die Nachfolge des nach der Wahlniederlage zurücktretenden Rishi Sunak. Doch hatte sie Probleme in der Nominierungsphase, da sich einige ihrer Unterstützer eher zu Robert Jenrick tendierten. Nach einer viel kritisierten Rede, in der sie das Hissen der Regenbogenfahne an Regierungsgebäuden als Zeichen der Akzeptanz der Regierung der Verstümmelung von Kindern gleichsetzte, verkündete sie, dass sie nicht weiter sich um den Vorsitz bewerben wolle.

### Privates
Im Jahr 2018 heiratete sie den Unternehmensmanager Rael Braverman und nahm dessen Nachnamen an. Das Paar hat zwei Kinder.
Sie ist buddhistischen Glaubens. Der Guardian recherchierte, sie sei Mitglied der Buddhistischen Gemeinschaft Triratna. Ihren Amtseid legte sie auf das Dhammapada ab.

## Auszeichnungen
- 2020: Mitglied des Privy Council[12]
- 2020: Ernennung zur Kronanwältin[13]